# كأس العالم للشطرنج 2013

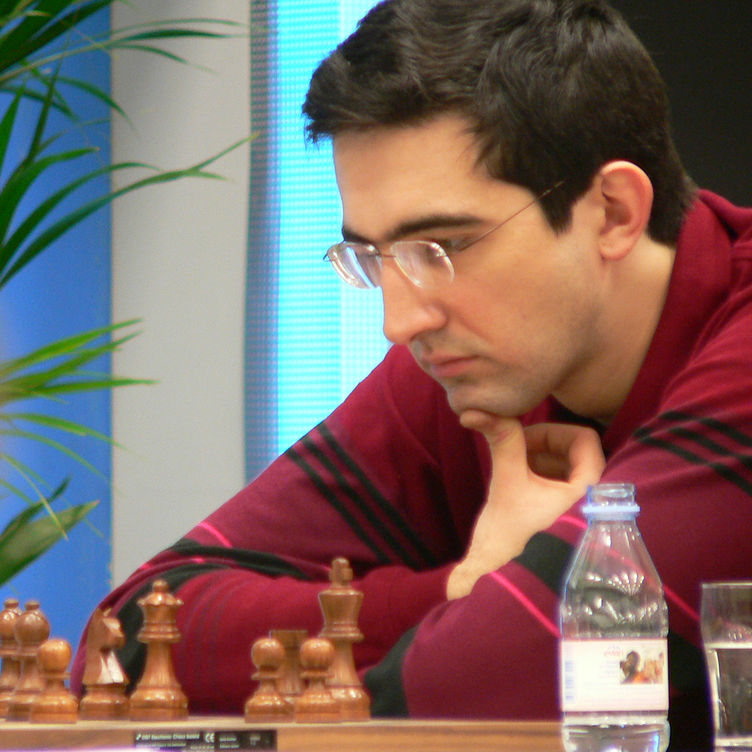
فلاديمير كرامنيك الفائز بالبطولة

كأس العالم للشطرنج 2013 (بالنرويجية: Verdenscupen i sjakk 2013)‏ هو الموسم 7 من  كأس العالم للشطرنج. أقيم خلال الفترة 11 أغسطس 2013 وحتى 2 سبتمبر 2013، والذي يشرف على تنظيمه الاتحاد الدولي للشطرنج، شارك فيها 128 لاعبا وفاز في البطولة فلاديمير كرامنيك على منافسه دميتري أندريكن .